# Lakarsantri
Lakarsantri é um kecamatan (subdistrito) da cidade de Surabaia, na Província Java Oriental, Indonésia.

## Kelurahan
O kecamatan de Lakarsantri possui 6 keluharan:
- Bangingan
- Jeruk
- Lakarsantri
- Lidah Kulon
- Lidah Wetan
- Sumur Welut